# Pandaloidea
Super-famille
La super-famille des Pandaloidea est une super-famille de crevettes, décrite par Adrian Hardy Haworth (1767-1833) en 1825.

## Liste des familles
Selon World Register of Marine Species (29 mars 2015) :
- famille Pandalidae Haworth, 1825 -- 23 genres
- famille Thalassocarididae Spence Bate, 1888 -- 2 genres